# Піскляки
Піскляки (пол. Pisklaki) — село в Польщі, у гміні Лукова Білґорайського повіту Люблінського воєводства. Населення — 248 осіб (2011).

## Історія
За даними етнографічної експедиції 1869—1870 років під керівництвом Павла Чубинського, у селі переважно проживали римо-католики, меншою мірою — греко-католики, які розмовляли українською мовою.
У 1975—1998 роках село належало до Замойського воєводства.

## Демографія
Демографічна структура станом на 31 березня 2011 року:
|          | Загалом | Допрацездатний вік | Працездатний вік | Постпрацездатний вік |
| -------- | ------- | ------------------ | ---------------- | -------------------- |
| Чоловіки | 130     | 36                 | 80               | 14                   |
| Жінки    | 118     | 25                 | 68               | 25                   |
| Разом    | 248     | 61                 | 148              | 39                   |